# Халеакала (национален парк)
Националният парк Халеакала (Haleakalā National Park) е национален парк в САЩ, щата Хаваи и се намира в южната част на остров Мауи. Покрива площ от 122.15 квадратни километра, като една голяма част от парка представлява дива природа, където почти няма никаква човешка дейност.

## История
Паркът в началото е създаден като част от Националния парк Хаваи през 1916 година и включва Вулканите на Хаваи. През 1961 година парковете са разделени на два отделни. През 1980 година е обявен за биосферен резерват. Името Haleakalā означава „къщата на слънцето“. Според легендата бог Мауи затваря тук слънцето, за да направи дните по-дълги. В парка се намира вулканът със същото име, който за последно изригва през 1490 година. Паркът е разделен условно на две части – крайбрежна (Кипахулу) и планинска. Халеакала се посещава годишно от средно 1 450 000 посетители.

## География

### Планинска част
Планинският район включва кратерът Халеакала, спящият вулкан и заобикалящите го райони. До парка се достига по път 378.
Кратерът е с огромни размери: 7 мили (11.25 км) дължина, 2 мили (3.2 км) широчина и 800 м дълбочина. Гледката е пустинна и напомня лунен пейзаж, на фона на който може да се види застинала лава. Две основни пътеки отвеждат до дъното на кратера – Халемау и Слайдинг сендс.
Всяка сутрин множество посетители се изкачват до билото за да наблюдават изгрева на слънцето. Те също така идват всяка вечер за да наблюдават не по-малко удивителния залез. Друга забележителност са различните видове дървета от всички краища на света. Местни растения и дървета също виреят в тази част на парка.
Пътят с кола до билото е изпъстрен с живописни панорамни гледки. Интересен факт е, че се минава през пет различни климатични зони по време на изкачването. Нощното небе е изключително ясно и затова е едно от предпочитаните места за любители астрономи. Много местни търговци предлагат телескопи и бинокли под наем или за закупуване.
Самият връх е 10023 фута (3055 м) над морското равнище и при добра видимост може да се види Биг Айлънд. Температурите са обикновено с 30 градуса Фаренхайт по-ниски от останалата част на острова.
В националния пак Халеакала вирее рядкото растение сребърен меч. То е характерно единствено за този район и не се среща другаде по света. Застрашено е от изчезване, расте на височина само над 6000 фута и може да живее до около 50 години. Цъфти само веднъж в живота си, точно преди да загине.

## Кипахулу
Другата част на парка е Кипахулу. До нея не може да се достигне с кола от планинската част. Има специален крайбрежен път за тази цел, който е по протежението на брега на острова. Тази част е с много по-малка надморска височина. Тази част се нарича долината Кипахулу и е биорезерват, затворен за посещение от публиката с цел да се запазят растителните и животински видове. В долината се намират и над 20 водни басейна, които съдържат рядки видове сладководна риба. Тези водни басейни са отворени за плуване от посетители. На територията на Кипахулу има и няколко водопада.

## Флора и фауна
Тъй като това е вулканична почва, всички видове растения и животни са пренесени тук от доброволци, понякога от хиляди километри разстояние. Някои са пренесени естествено чрез въздушните маси. След като организмите са пренесени на местна почва, те преживяват странни адаптации, които ги правят единствени и необикновени. В националния парк Халеакала има повече застрашени видове отколкото от който и да е друг национален парк в САЩ. След като посещяемостта на района нараства, някои видове са напълно унищожени. Растението сребърен меч например е в категорията на застрашените видове и се среща самоп на това място в света. Халеакала приютява убийалната хавайска дива гъска, която също е застрашена от изчезване. В парка има гъсти тропически гори, няселявани от няколко вида птици.